# Angern (Adelsgeschlecht)

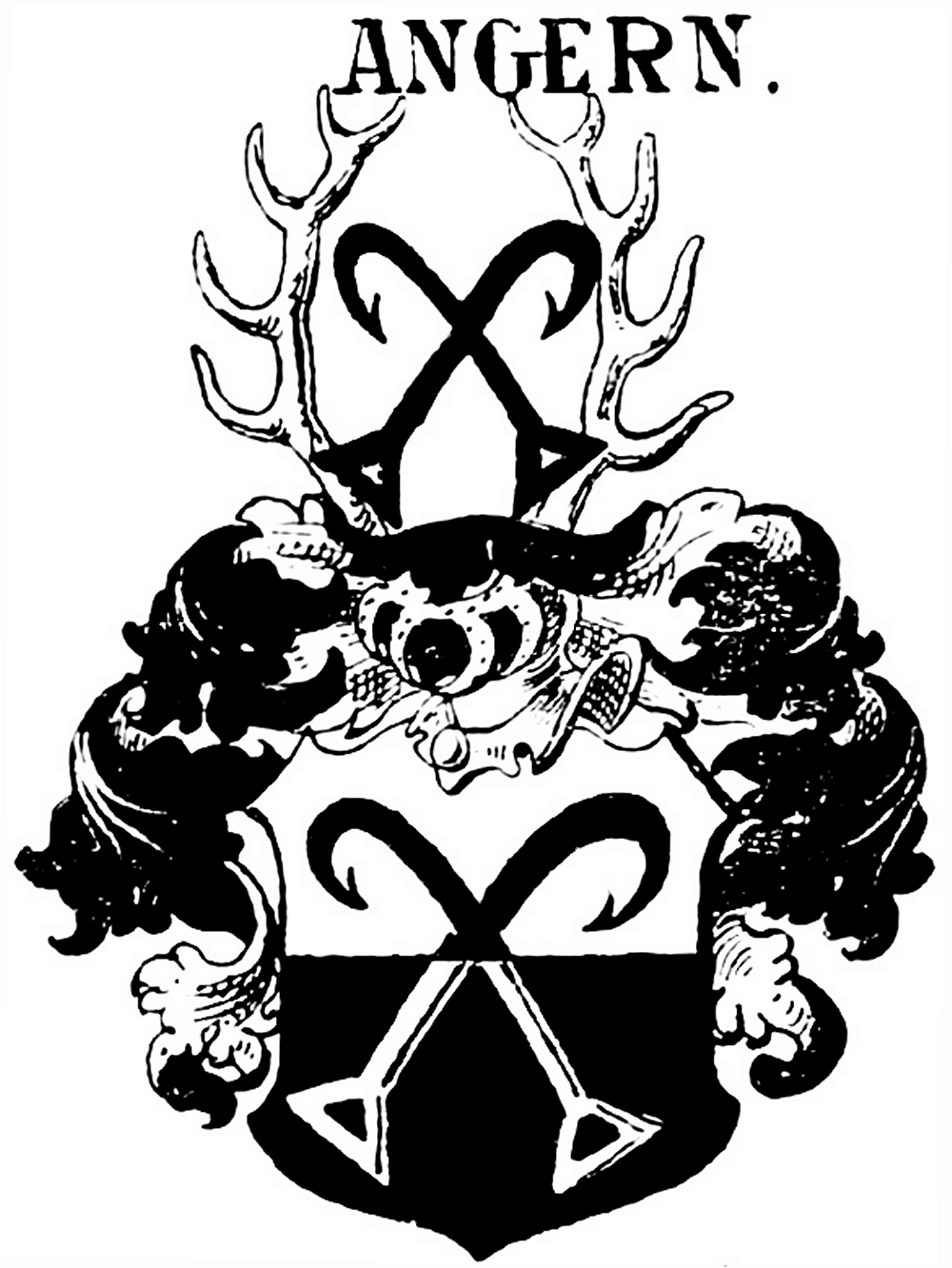
Wappen derer von Angern

Angern ist der Name eines magdeburgischen Uradelsgeschlechts mit gleichnamigem Stammhaus (Angern) bei Wolmirstedt. Seit Mitte des 12. Jahrhunderts wird es in Magdeburger Urkunden erwähnt und war dort ansässig.

## Geschichte

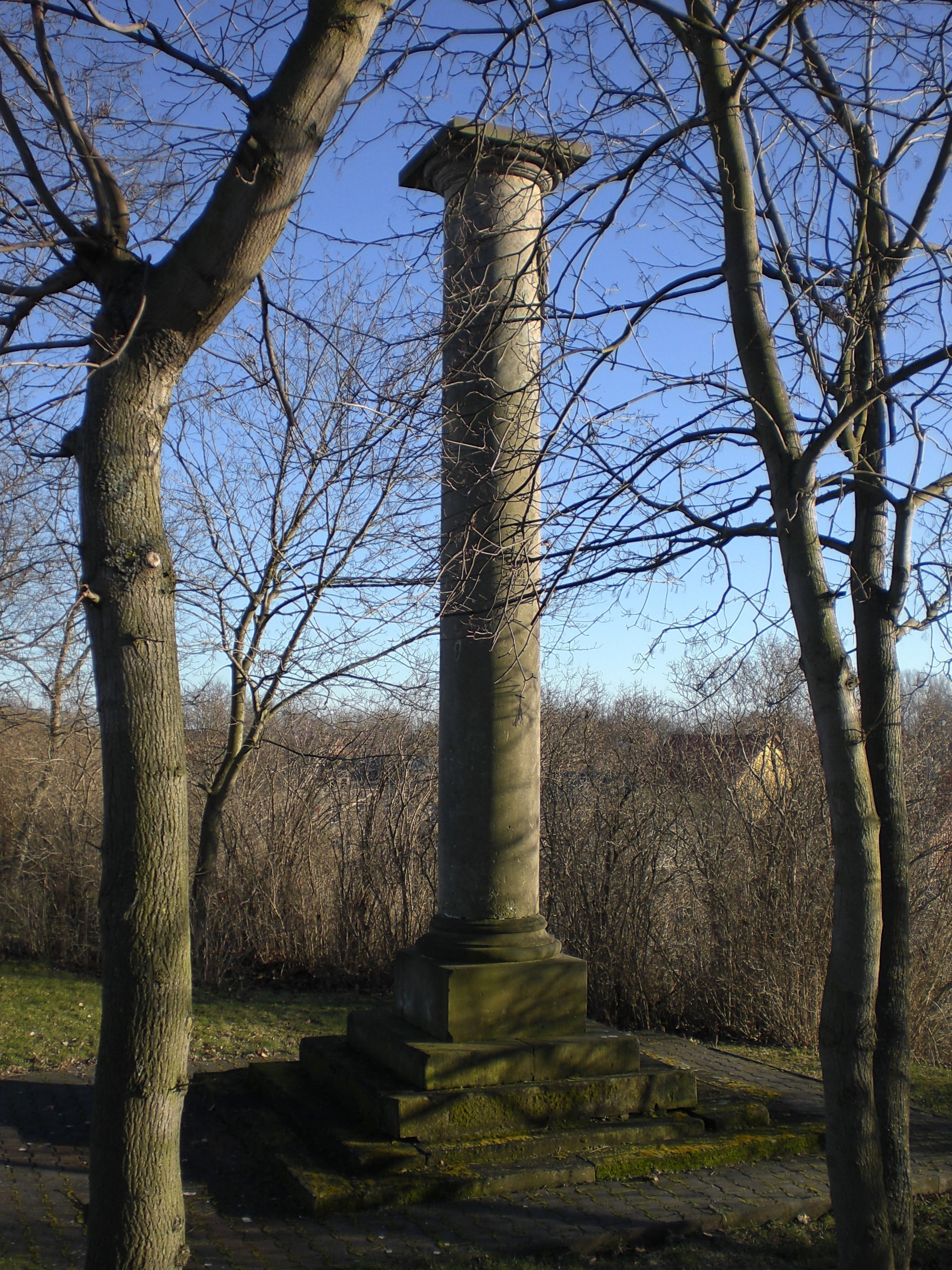
Denkmal der Familie von Angern in Sülldorf.

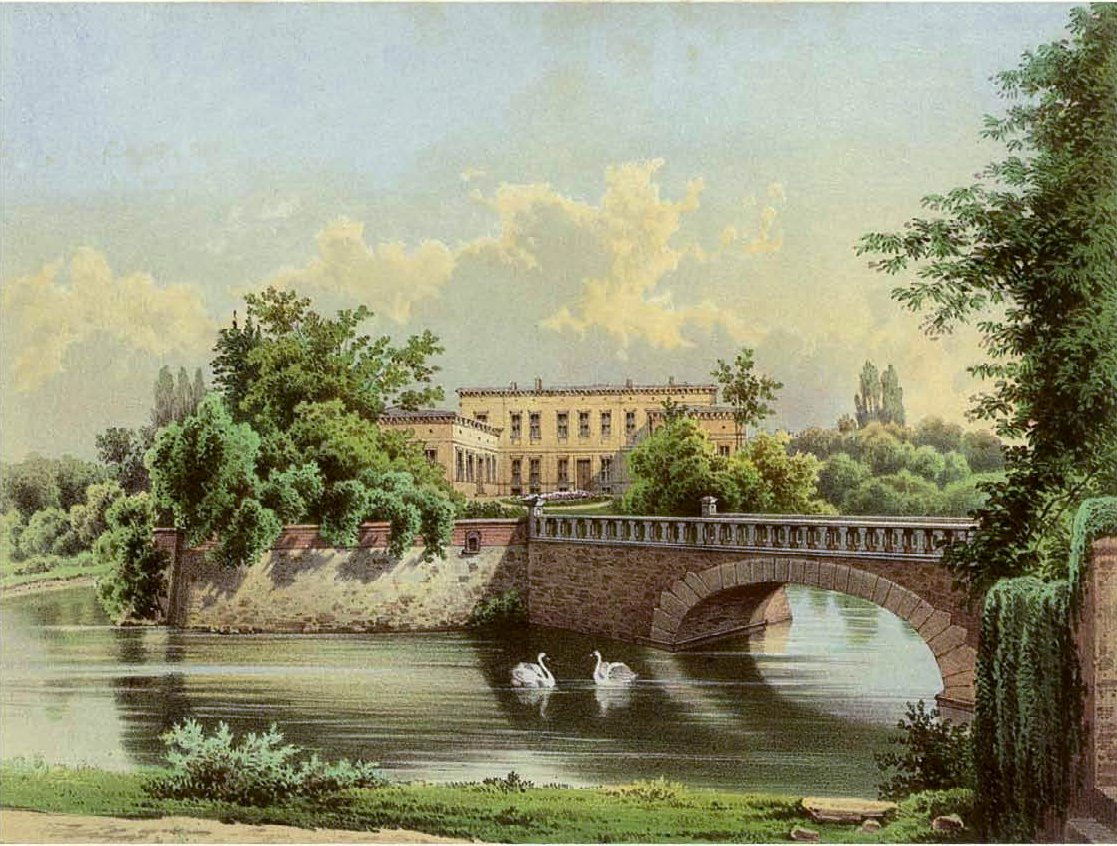
Schloss Angern um 1860.

Das Geschlecht erscheint mit Theodoricus de Angeren im Jahr 1160 erstmals. Von ihm wird angenommen, dass er im Gefolge des Markgrafen Albrecht des Bären in die Altmark gekommen ist und in Angern einen festen Edelhof besessen hat. Nach 1217 taucht wiederholt ein Heinrich von Angern in den Urkunden des Klosters Hillersleben auf.
Die Stammreihe beginnt mit Kuno von Angern, der sich 1388 im Herzogtum Magdeburg ansässig machte und Melckau erwarb. Der Familie von Angern gehörte das Gut Titzel bei Magdeburg. In Pommern besaß sie ebenfalls Güter. In Sülldorf war die Familie von Angern schon vor 1527 ansässig und gab das Hauptgut 1885 im Erbgang an die Familie von Alvensleben weiter. Das im Park auf dem Weinberg über der Sülze befindliche Denkmal für die Familie von Angern ist noch heute erhalten. Der letzte männliche Besitzer von Sülldorf war Friedrich von Angern, von 1804 bis 1807 königlich-preußischer Staats- und Finanzminister und wurde 1806 Ritter des Roten Adlerordens. Er hatte elf Kinder, diese starben aber früh oder blieben kinderlos, sodass dieser Zweig der Familie ausstarb. Seine älteste Tochter heiratete einen Sohn von Peter Alexander von Itzenplitz. In der Braunfelser Schlosskirche erinnert eine Steintafel an zwei früh verstorbene Kinder von Magdalena Catharina Borschittaw, geborene von Angern. Von 1810 bis 1836 waren ein Herr von Angern bzw. dessen Tochter Beate Charlotte die Eigentümer von Schloss Oggerschütz.

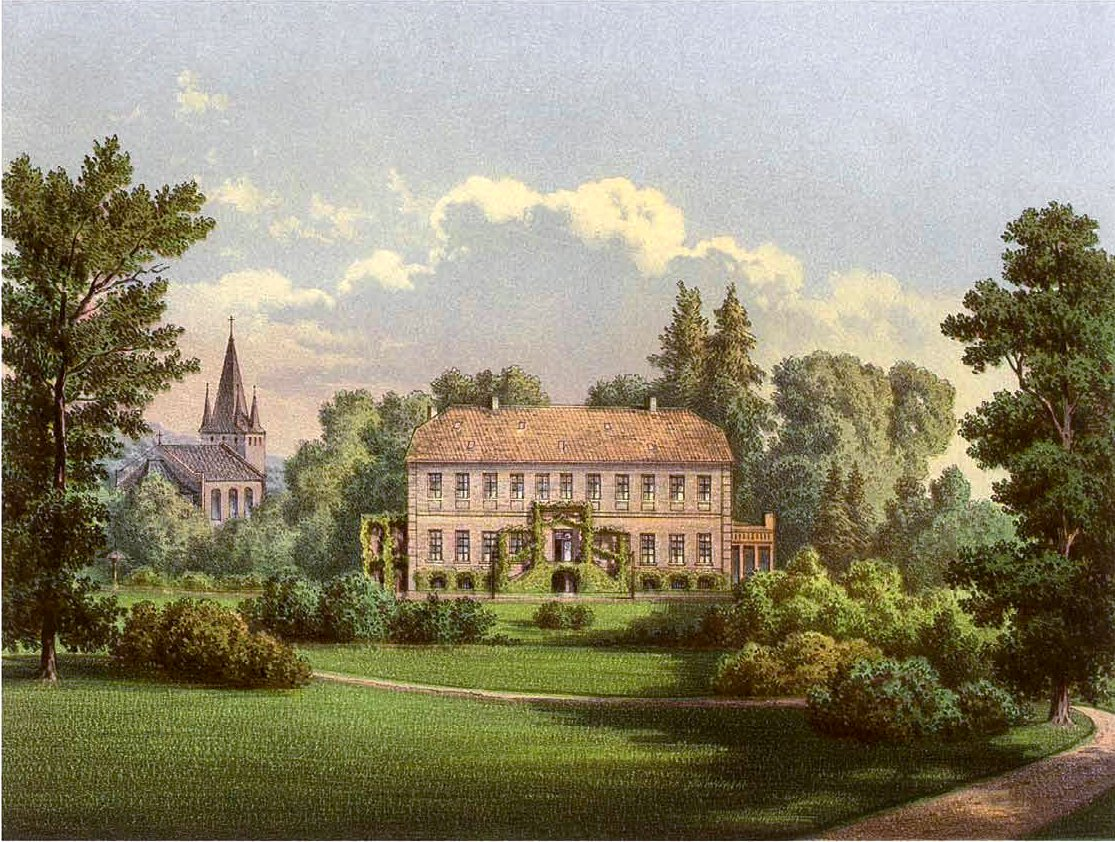
Rittergut Wülfingerode um 1860.

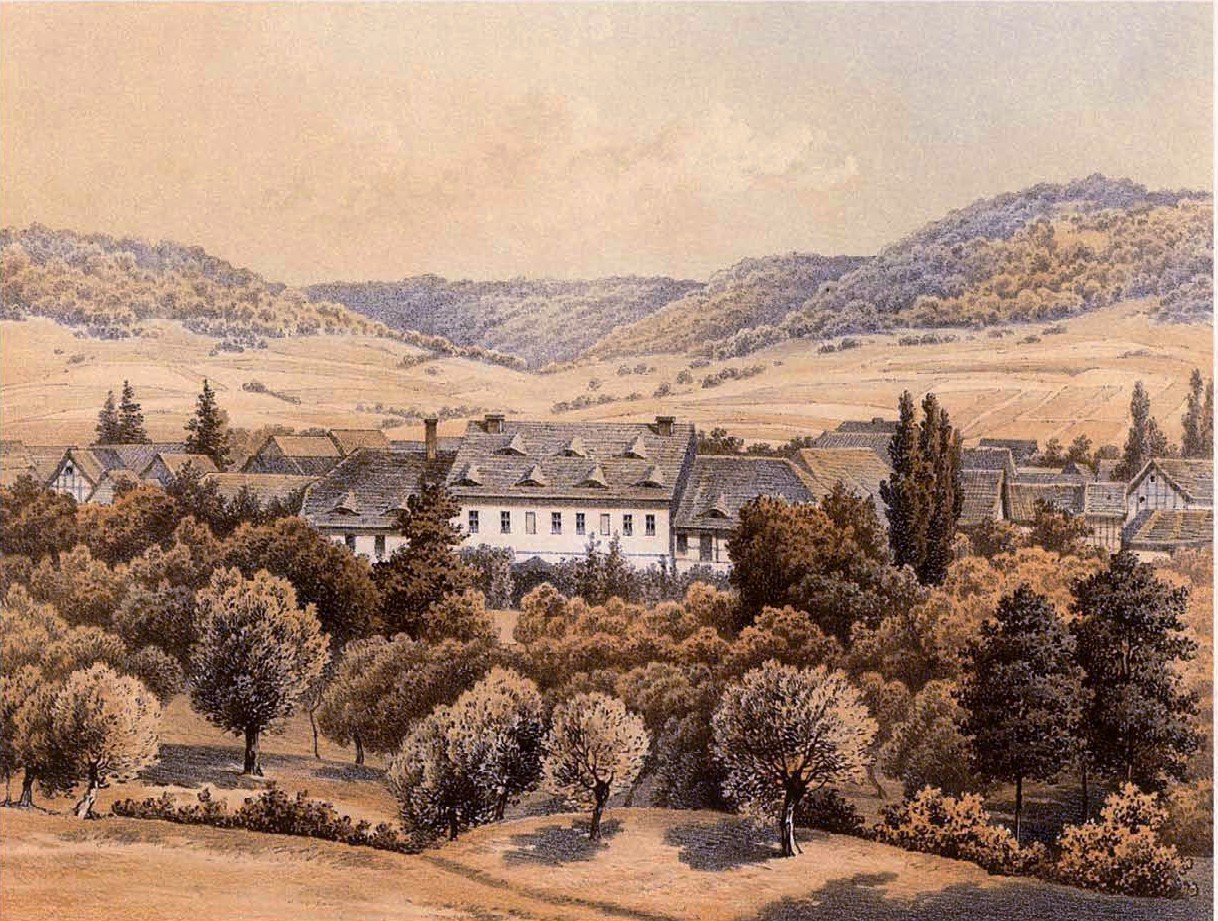
Rittergut Sollstedt um 1860.

1617 kaufte Georg von Angern, der auf Staßfurt saß, Schloss Dretzel vom Domherrn Hans Georg von Arnim. Georg von Angern ordnete die Trockenlegung des Fiener Bruchs an. 1779 weilte Friedrich II., König von Preußen auf dem Angernschen Schloss. Als letzter männlicher Nachkomme dieser Linie verstarb 1790 der Rittmeister Gustav Friedrich von Angern. Dessen Tochter Ferdinandine heiratete den Kriegs- und Domänenrat Herrmann Ludwig von Stilcke (1764–1835), welcher Schloss Dretzel neu aufbaute, nachdem es 1807 zur Zeit Napoleons abgebrannt war.
Am 4. Juni 1859 wurde laut königlich preußischer Kabinettsorder zu Berlin Kuno von Angern in den preußischen Freiherrnstand nach dem Recht der Erstgeburt mit dem Prädikant Stilcke erhoben. Diese war geknüpft an den alleinigen Besitz der Nordthüringer Rittergüter in Wülfingerode und Sollstedt und geschah unter Namen- und Wappenvereinigung mit denen der von Stilcke. Im Besitz war zudem der Burgsitz zu Bleicherode im Kreis Nordhausen. Das Haus Angern-Stilcke ist später erloschen.

## Wappen
Blasonierung:
- Stammwappen: In Schwarz zwei aufwärts geschrägte silberne Angeln. Auf dem gekrönten Helme mit schwarz-silbernen Decken die Angeln zwischen einem natürlichen Hirschgeweih[11] (oder offenem schwarzen Flug).
- Späteres Wappen: Zwei silberne übers Kreuz gelegte Pfeile mit Widerhaken in einem in der oberen Hälfte weißen, in der unteren Hälfte schwarzen Felde, so dass die Widerhaken oben im weißen Felde stehen. Auf dem mit einem Bunde bedeckten Helm dasselbe Bild zwischen zwei Hirschgeweihen.[6]
- Wappen von 1859: Gold gerandet und gespalten, rechts das Stammwappen, links in Silber ein blauer Sparren, begleitet oben von einem goldenen Stern, unten von einem gold–bewehrten schwarzen Adler (von Stilcke). Zwei Helme: rechts der Stammhelm, links auf dem Helm mit blau-silbernen Decken drei (blau-silber-blau) Straußenfedern.

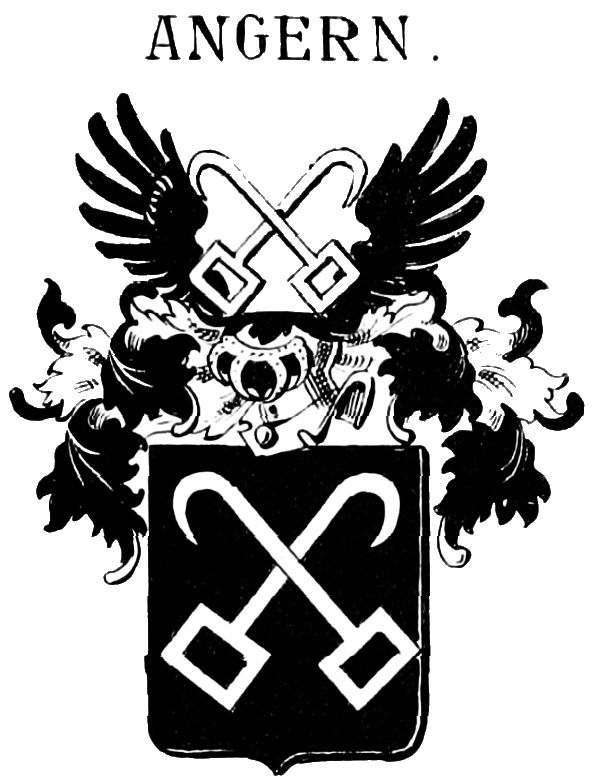
Stammwappen in Siebmachers Wappenbuch von 1900
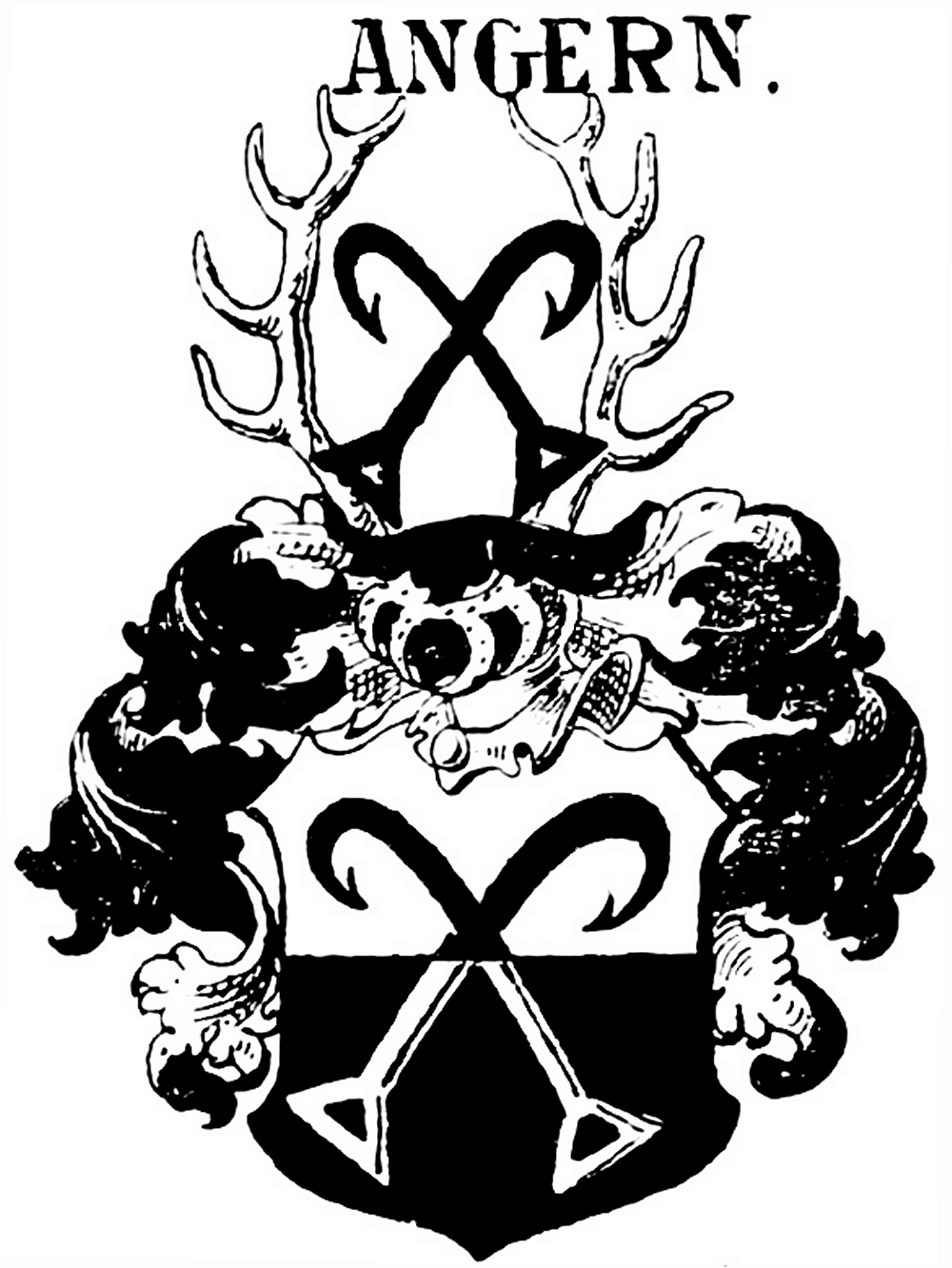
Wappen in Siebmachers Wappenbuch von 1905
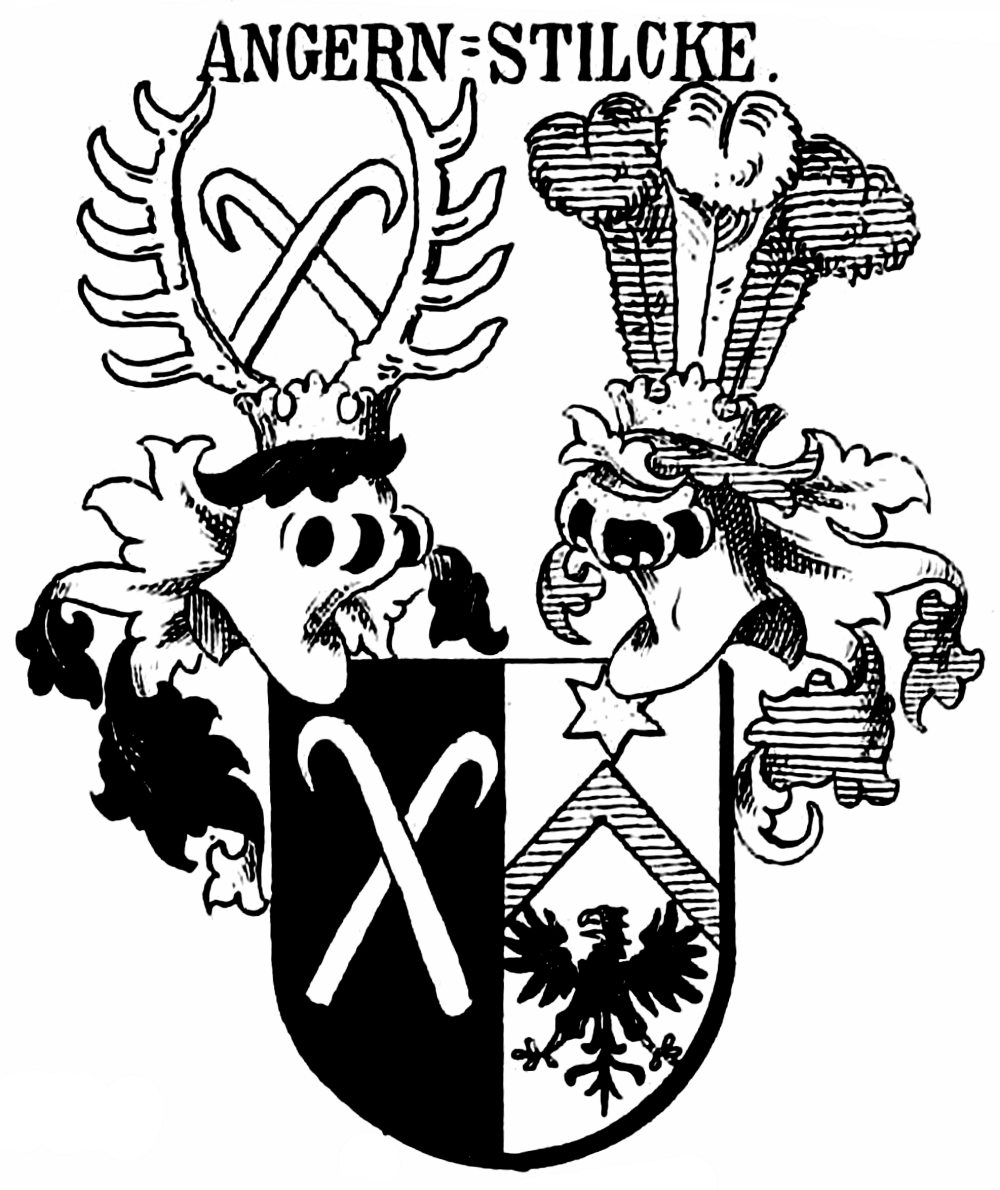
Gemehrtes Wappen in Siebmachers Wappenbuch von 1886
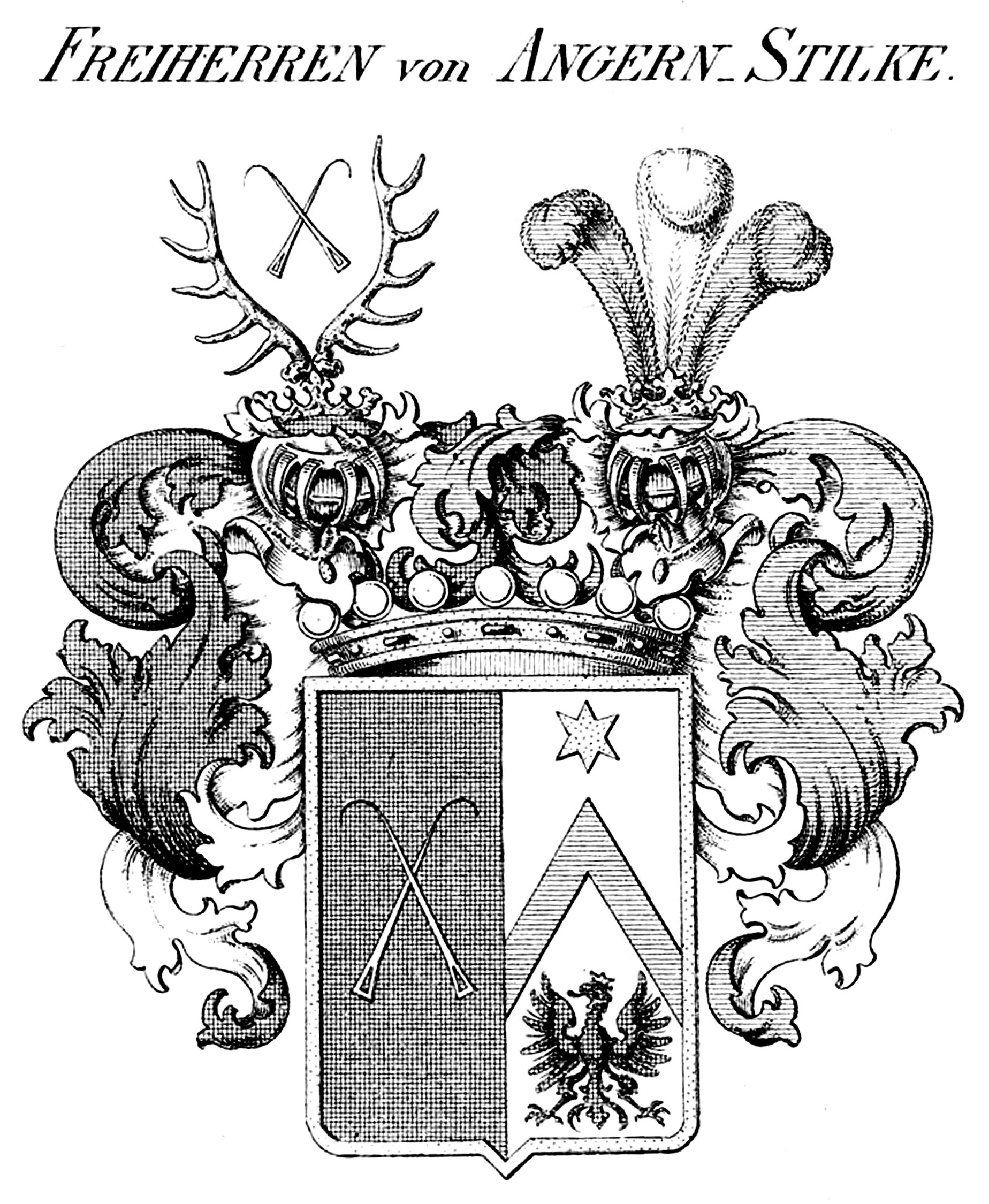
Gemehrtes Wappen derer von Angern-Stilcke mit Freiherrn-Krone

## Namensträger
- Theoderich von Anger(e)n (1160 urkundlich erwähnt)
- Heinrich von Angern (12. Jahrhundert)
- Kuno (Cuno) von Angern (Ende 14. Jahrhundert)
- Dietrich von Angern († 1427), Dekan des Kollegiatstifts St. Nikolaus in Stendal
- Ludolf (Ludolph) von Angern (1578–1633), Erbherr von Bardeleben und Hauptmann des Hauses Wolmirstedt[12] ⚭ Clara von Gustedt (1587–1636)
- Gebhard Ludolph von Angern (1699–1753), preußischer Landrat ⚭ Eleonore Christine von Hake (* 1702)
  - Gebhard Friedrich Ludolph von Angern (1726–1791), preußischer Landrat ⚭ von Platen (* 1816), Tochter von Nikolaus Ernst von Platen (1693–1733)
    - Charlotte Frederike Auguste von Angern (1741–1804), Ehefrau von August Adam Heinrich von Bismark[13]
    - Ferdinand von Angern (1757–1828), preußischer Staats- und Finanzminister[14] ⚭ Caroline Dorothee Charlotte von Möllendorff (1766–1826)
      - Emilie Amalgunde von Angern (1787–1804), Ehefrau von Werner Friedrich Achaz von der Schulenburg[15]
      - Maria Editha von Angern (1803–1839), Ehefrau von Friedrich Joseph Johann Karl Graf von Itzenplitz (1793–1875)

  - Dorothea Eleonore Florentine Christine von Angern (1728–1793), Ehefrau von Alexander Graf von der Schulenburg (1706–1770)
- Johann Christian Ludwig von Angern (1704–1767), Generalfeldmarschall-Leutnant[16][17]
- Gustav Friedrich von Angern († 1790), preußischer Rittmeister, letzter männlicher Nachkomme derer von Angern auf Dretzel
  - Ferdinandine Friederike Charlotte von Angern (1773–1830), Ehefrau von Ludwig Hermann (von) Stilcke[18]
- Luise Henriette von Angern († 1816), Ehefrau von Bernhard Friedrich von Buddenbrock
- Kuno Friedrich Gustav Karl von Angern-Stilcke (1829–1907), preußischer Offizier, Rechtsritter des Johanniterordens, 1859 Erhebung in den Freiherrnstand[A 1] ⚭ 1858[19] Melanie Laura Esthritha Caroline, Gräfin Hue de Grais (* 1837, Schwester von Robert Hue de Grais), letzter männlicher Nachkomme derer von Angern-Stilcke:
  - Luise Karoline Friedericke Melanie von Angern-Stilcke (1859–1895), Ehefrau des Landrats Fritz von der Schulenburg[20]
- Marianne von Angern (1898–1969), deutsche Schriftstellerin
- Eva von Angern (* 1976), deutsche Politikerin (Die Linke)